# GR 4
El GR 4 és un sender de gran recorregut que va de Puigcerdà al monestir de Montserrat. Té una distància de 162 km, dividits per la FEEC en 11 etapes d'entre 8,5 i 19,3 km. Té dues variants el GR 4-2 i el GR 4-3. Aquest sender va ser homologat el 1978 i la seva guia va ser editada el 2007. Forma part del Sender Europeu de Gran Recorregut E4, que uneix Tarifa (Andalusia) amb Xipre passant per diversos països d'Europa.

## Itinerari

### Cerdanya
L'itinerari comença a la frontera entre Espanya i França i, concretament al pont sobre el riu Reür que es troba a la sortida de la població de la Guingueta d'Ix (Alta Cerdanya), a menys d'un quilòmetre de Puigcerdà. Aquí enllaça amb el Sender del Pirineu (GR 11). Després de travessar la plana cerdanesa, el camí s'enfila fins al coll de Pal (2.106 m), punt culminant de tot el sender.
Itinerari: Pont del Reür - Puigcerdà - Escadarcs - Alp - la Masella - coll de Pal.

### Berguedà
Durant un tram, el recorregut transcorre dins del Parc Natural del Cadí-Moixeró. Després de baixar fins a la Pobla de Lillet, una altra ascensió fins a la collada de Sant Miquel (1.693 m) permet superar la Serra del Catllaràs. A partir d'aquí, l'alta muntanya queda enrere però, tanmateix, el sender continua per un terreny ondulat i poc habitat. Al poble de Sagàs, enllaça amb el Sender Transversal (GR 1).
Itinerari: coll Roig - la Pobla de Lillet - Santuari de Falgars - collada de Sant Miquel - Sant Romà de la Clusa - Castell de l'Areny - Borredà - la Quar - Sant Maurici de la Quar - Sagàs - Santa Maria de Merlès - Sant Pau de Pinós - Sant Miquel de Terradelles.

### Bages
En arribar al pla de Bages i passar per la vora de Navarcles, enllaça amb el GR 3. Més endavant, entre el Pont de Vilomara i Sant Vicenç de Castellet, el sender transcorre pel límit del Parc Natural de Sant Llorenç del Munt i l'Obac. Finalment, el sender entra al Parc Natural de la Muntanya de Montserrat i, després d'una curta però dura ascensió, arriba al Monestir.
Itinerari: Cornet - Serraïma - Cabrianes - Pont de Cabrianes - Sant Benet de Bages - el Pont de Vilomara - Vallhonesta - Sant Vicenç de Castellet - refugi Bartomeu Puiggròs - Monestir de Montserrat.

## Variants
El GR 4 té les següents variants:
- GR 4-2 (23,8 km, 2 etapes): coll de Pal - refugi de Coll de Pal - refugi de Rebost - Santuari de Paller - Bagà - Guardiola de Berguedà - Sant Julià de Cerdanyola - Santuari de Falgars.

A Bagà enllaça amb el GR 107.
- GR 4-3 (7,4 km): Serraïma - Sallent - Cabrianes.

L'antiga variant GR 4-1 és ara el GR 241, un recorregut circular de 54 km que passa per Borredà, Vilada, la Nou de Berguedà i Sant Jaume de Frontanyà.